# The Naked Game
The Naked Game (TNG) je real first-person psychologický thriller, který vyvinulo nezávislé české studio SiCzech Arts. Vývoj hry byl oznámen v listopadu v roce 2015 na Warm-up party GDS 2015. V srpnu 2016 byla hra schválena k distribuci ve službě Greenlight, ovšem vydání na Steamu se hra dočkala až na konci roku 2017.
Hra vypráví příběh o mladé hrdince - Mie, která byla unesena a snaží se uprchnout. Ovšem její cesta na svobodu není vůbec jednoduchá, natožpak přímočará. Hrdinka je nucena pátrat ve svých vzpomínkách, aby mohla vyřešit hádanky, které jí únosce připravil.

## Hratelnost
Ve hře The Naked Game hráč ovládá Miu z první osoby, ze které je (ne)samozřejmě vidět i celá postava hlavní hrdinky. Hlavní částí gameplaye je řešení těžkých, ovšem logických hádanek. Hráč se zde nemůže spoléhat na velká svítící tlačítka "zde zmáčkněte pro vyřešení levelu" a tak je hra opravdovou výzvou vašemu uvažování.

### Funkce[4]
Mezi nejzajímavější funkce The Naked Game patří:
- Řešení hardcore hádanek založených na racionalitě
- Atmosférické prostředí a umělecký styl hry reflektující únoscovu představivost
- Pravá první osoba a minimalistický HUD zaručí maximální možnou imersi do hlavní hrdinky